# Ганс Крістіан Андерсен
Ганс Крі́стіан А́ндерсен (дан. Hans Christian Andersen; [ˈhanˀs ˈkʁæsdjan ˈɑnɐsn̩]; 2 квітня 1805, Оденсе — 4 серпня 1875, Копенгаген) — данський письменник, казкар, автор відомих у всьому світі казок «Непохитний олов'яний солдатик», «Гидке каченя», «Снігова королева», «Дюймовочка», «Дівчинка з сірниками», «Принцеса на горошині» та інших. Казки Андерсена перекладені більш ніж 150 мовами світу, вони стали основою для численних екранізацій, мультфільмів, театральних постановок, балетів тощо.

## Життєпис

### Дитинство

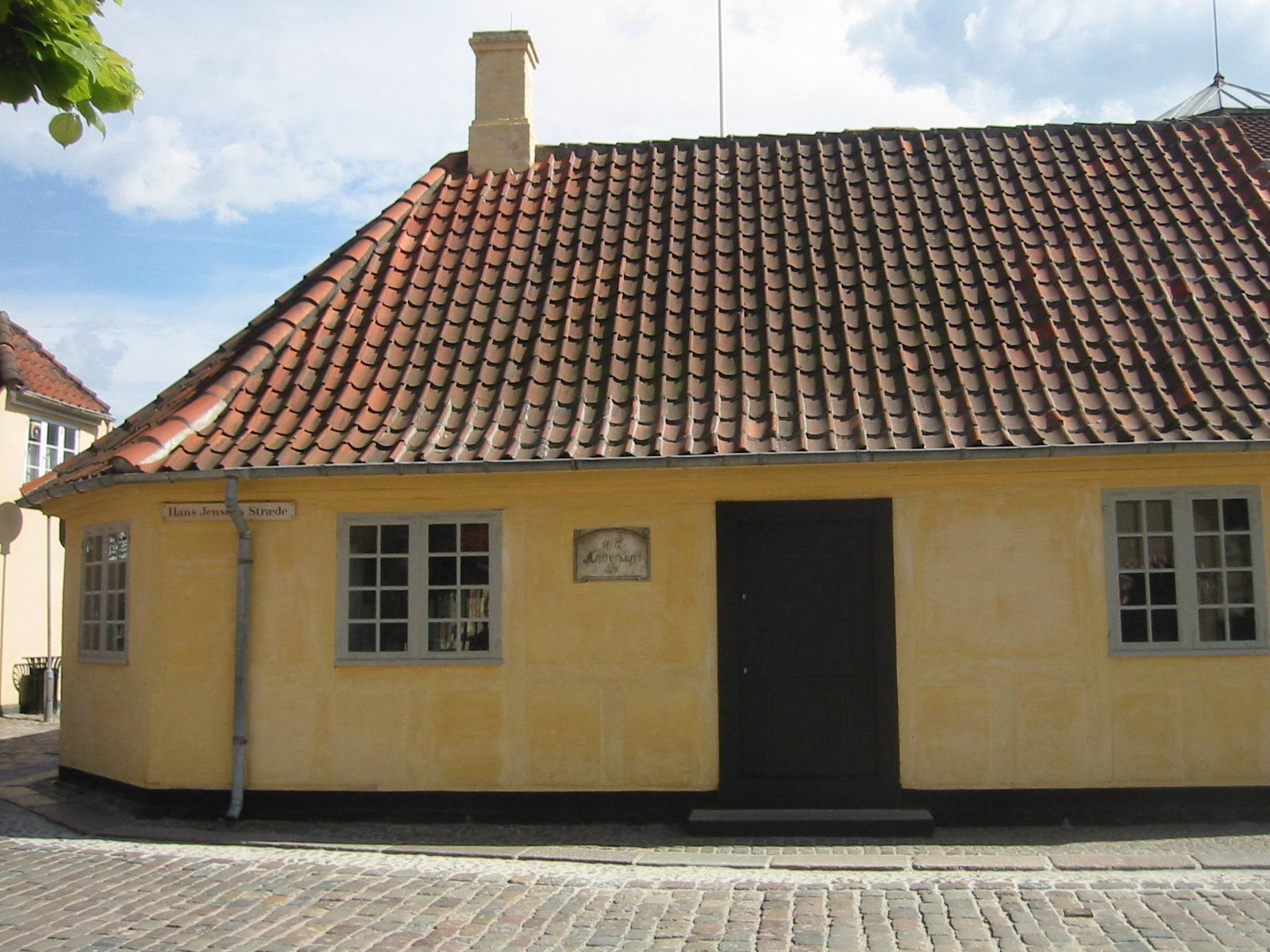
Будинок в Оденсе, на розі вулиць Бангсбодер та Ганс Єнсен 43 (Hans Jensen Stræde), де згідно з записом про хрещення народився Ганс Крістіан Андерсен. Нині там існує його музей.

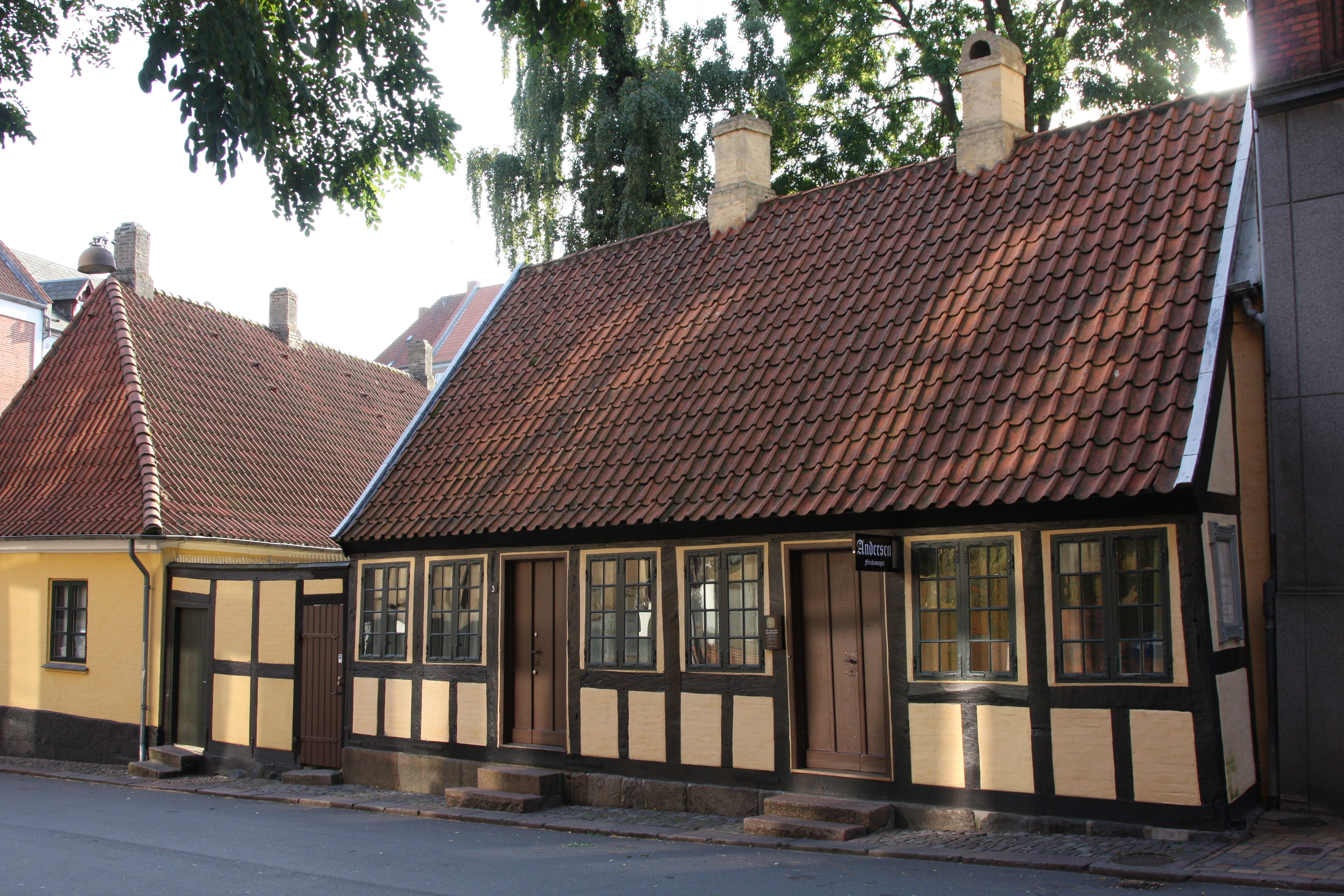
Дім на острові Фін на вулиці Мункемол (Munkemøllestræde), де Ганс Крістіан прожив до 14-річного віку.

Ганс Крістіан Андерсен народився в Оденсе — місті на данському острові Фюн. Його батько — Ганс Андерсен (1782—1816) був бідним шевцем, мати — Ганна Марі Андерсдаттер (1775—1833) — прачкою (вона походила з бідної сім'ї, у дитинстві мусила жебракувати, її поховали на кладовищі для бідних).
У Данії існує легенда про королівське походження Андерсена, бо в ранній біографії він писав, що в дитинстві грався з принцом Фрітсом, який згодом став королем Фредеріком VII, і у нього не було друзів серед вуличних хлопчаків — лише принц. Дружба Андерсена з принцом Фрітсом, згідно з фантазією Андерсена, тривала і в дорослому віці, до самої смерті Фрітса. За винятком родичів, нібито лише Андерсен був допущений до труни покійного. Причиною цієї фантазії були розповіді батька Ганса Крістіана про те, що він нібито є родичем короля.
Хоча батьки Ганса були постійно зайняті важкою працею, щоб забезпечити існування сім'ї, вони оточили єдиного сина великою любов'ю та турботою. У нього завжди були цікаві іграшки, які майстрував йому батько. Він і прищепив майбутньому літератору любов до книг: вечорами читав вголос Біблію, історичні романи, новели та оповідання. Та й від своєї матері Ганс почув чимало народних переказів і пісень. Надмірна опіка у ранньому дитинстві призвела до того, що він був доволі замкнутим хлопчиком, зазвичай сидів у кутку і займався своєю улюбленою грою — ляльковим театром. Це захоплення він зберіг і в юності. З дитинства майбутній письменник виявляв схильність до мріяння і письменництва, часто влаштовував імпровізовані домашні спектаклі, що викликали сміх і нерозуміння-знущання сусідських дітей. Ймовірно, що така мрійливість передалася Гансу по батьковій лінії, адже його діда Андерса Хансена, різьбяра по дереву, також вважали в місті диваком, тому що він вирізав дивні фігурки напівлюдей-напівтварин із крилами.

### Дитяча зрілість
Безтурботне дитинство закінчилося дуже швидко — у 1816 році помер його батько, проживши недовго і залишивши дружину з малолітнім сином і дочкою-немовлям. Щоб урятувати сім'ю від злиднів, бідний швець пішов у солдати. У битвах тримався стійко і прямо, після війни повернувся геть хворим і невдовзі помер.
Мати Андерсена з бідняцького роду змушена була шукати шляхів прогодувати дітей та себе. Відтак вона, по смерті чоловіка, стала працювати прачкою, а потім вдруге одружилася. А малий Ганс змушений відтоді заробляти собі на прожиття. У 12 років Андерсена віддали в підмайстри на суконну фабрику, а потім на тютюнову.
Перша спроба дати освіту синові виявилася невдалою: батьки віддали його вчитися до вдови перчаточника, але після першої прочуханки Ганс Крістіан забрав свій буквар і гордо пішов. Пізніше, час від часу, ходив до школи для бідняків — здобувати початкову освіту. Там викладали тільки Закон Божий, письмо й арифметику. Андерсен не любив учитися: уроків майже не готував, учитель часто бив його по пальцях так, що ті розпухали. Натомість з великим задоволенням він розповідав друзям вигадані історії, героєм яких був сам. Звичайно ж, цим історіям ніхто не вірив. Відтак Ганс доволі пізно навчився читати й писати — лише у 10 років. Пізніше довелося матері перевести його в благодійну школу (куди брали і єврейських дітей), де фізичні покарання не практикувалися; нею керував християнин Феддер Карстенс.
Величезне враження на Андерсона справив випадковий виступ на сцені справжнього театру. З Копенгагена до Оденсе приїхала театральна трупа. Для вистави був потрібний статист і Ганс Крістіан отримав безсловесну роль кучера. З цього моменту хлопчик вирішив, що театр — його покликання, він марив ним.

### Юність та зрілі роки
У 1819 році, заробивши трохи грошей і купивши перші чоботи, Ганс Крістіан вирушив до Копенгагена. Завдяки своїм опікунам та покровителям він вивчав літературу, данську, німецьку і латинську мови, відвідував уроки у балетній школі.
Упродовж року в Копенгагені Ганс Крістіан намагався потрапити до театру. Спершу він прийшов додому до відомої співачки і, від хвилювання заливаючись сльозами, просив її влаштувати його в театр. Вона обіцяла все влаштувати, щоб тільки відв'язатися від настирливого дивного довготелесого підлітка, але, звісно, не виконала своєї обіцянки. Набагато пізніше вона скаже Андерсену, що просто сприйняла тоді його за божевільного. Ганс Крістіан був довготелесим підлітком з видовженими й тонкими кінцівками, шиєю і таким же довгим носом, він був свого роду життєвим аналогом Гидкого Каченяти. Але завдяки чудовому сопрано і його проханням, а також із жалю, Ганса Крістіана, попри неефектну зовнішність, прийняли до Королівського театру, де він грав другорядні ролі. Але з часом його все менше й менше залучали до вистав, відтак почалася вікова ломка голосу і його звільнили. Після того, як один зі столичних акторів сказав, що з Андерсена актора не вийде, з мрією про сцену йому довелося розлучитися. Натомість інші колеги з театру говорили, що вважають Андерсена поетом. Сприйнявши цю пропозицію близько до серця, він починає писати.
Зневірений і живучи голодно, Ганс Крістіан вирішив написати п'єсу в п'яти актах «Сонце ельфів» і написав листа королю, переконавши дати гроші на її видання. До цієї книги входили й вірші. Також він подбав про рекламу і дав анонс у газеті. Книгу надрукували, але ніхто її не купував, тож її довелося використати як обгортку. Ганс Крістіан не втрачав надії та запропонував театру поставити виставу за його п'єсою. Йому відмовили з приписом «з огляду на повну відсутність досвіду в автора й автор узагалі безграмотний». Але довколишні з приязню ставилися до настирливого юнака, які поспівчували бідному і чутливому хлопчикові та поклопотали перед королем Данії Фредеріком VI, який дозволив йому вчитися в школі в містечку Слагельсе.
І у 1822 році юнак вирушив до Слагельсе і був зарахований до другого класу латинської гімназії. Тож тепер довелося знову сідати за парту: у 17 років він став другокласником, але до кінця життя так і писав з помилками. Бідував: ходив у лахмітті, підошви підв'язував мотузками, щоб взуття трималося купи. Винаймав куточок у найбіднішому районі міста. Господиня з жалю щоранку наливала йому кави й давала шматок булки. На довгі місяці це стало його їжею. Писав п'єси, водевілі, вірші, казки, які волів називати оповіданнями.
Він знову й знову стукав у двері літератури: урешті-решт за публікацію в газеті «Арфа» першого акту «Розбійників у Віссенберге» він отримав свій перший літературний гонорар. Його творчі потуги привернули увагу директора столичного театру Й. Колліна, який і вибив йому стипендію і навчання в школі-гімназії Гельсінгера. Це означало, що більше не потрібно було думати про шматок хліба, про те, як прожити далі. Учні в школі були на 6 років молодші за Андерсена. Він згодом згадував про роки навчання у школі як про найпохмурішу пору свого життя через сувору критику ректора навчального закладу і болісно переживав із цього приводу до кінця своїх днів — бачачи ректора в кошмарних снах. 
У 1826—1827 роках були опубліковані перші вірші Андерсена («Вечір», «Присмертне дитя»), які отримали позитивний відгук критики, а автор замріяв поступити ще до столичного університету. Тим паче, що у своїх намірах він мав підтримку відомих данських письменників тогочасся — лідера романтичного напряму А. Г. Еленшлегера і визнаного драматурга Й. Л. Хейберга.

### Мандрівник Андерсен
Родина Андерсена була з-поміж зубожілих, тому уже з дитинства він звик був поневірятися по родичах та різних опікунах (після смерті батька). Відтак значну частину його життя складали різні поїздки (короткочасні чи тривалі). Найпершою тривалою поїздкою слід вважати переїзд із рідного Оденсе до Копенгагена (що було пов'язане із зароблянням грошей та навчанням). Оселившись у столиці, де він жив у доволі спартанських та ощадливих умовах, Ганс не полишав своїх мрій (як театральних так і письменницьких).
У 1828 році Ганс Крістіан Андерсен вступив до Копенгагенського університету й по закінченні склав два іспити на звання кандидата філософії. Заняття в університеті він поєднував з діяльністю дописувача та сценариста (бо вважав, що мав досвід в театральних трупах). Написаний ним водевіль зацікавив режисерів і був поставлений в Королівському театрі. Тоді ж він написав й першу романтичну прозу. На отримані гонорари Ганс Андерсен вирушив до Німеччини, де познайомився з кількома цікавими людьми і написав чимало нарисів-творів під враженням від поїздки.
У 1833 році Ганс Крістіан зробив подарунок королю Фредеріку — це був цикл його віршів про Данію й отримав після цього від нього грошову допомогу, яку витратив повністю на подорож Європою. Відтоді він безперервно подорожував і був за кордоном 29 разів, а також близько десяти років прожив за межами Данії. Андерсен познайомився з багатьма письменниками і діячами мистецтв. У Парижі він познайомився з Генріхом Гейне, у Римі — з відомим тоді скульптором Торвальдсеном. Далі вирушив до Флоренції, Неаполя, Венеції — і написав есе про Мікеланджело і Рафаеля. В Англії зав'язалася дружба із Чарльзом Дікенсом, з яким вони ще довго листуватимуться. У Франції Андерсен зблизився з Віктором Гюго, познайомився з Оноре де Бальзаком і Олександром Дюма. На його вірші написали романси Шуман і Мендельсон.
У поїздках він черпав натхнення для своєї творчості, а володіючи даром імпровізації він переносив свої враження на папір. Відтак усі мандри Андерсена описані в його подорожніх книгах нарисів, присвячених Італії, Швеції, Іспанії, Португалії, Балканам. Данська публіка частково висловлювала невдоволення його тривалим перебуванням далеко від дому, але в Європі Андерсена оцінили раніше, ніж на батьківщині, в Німеччині та Англії його вважали великим майстром слова. Правда, вже в 1840 роки, Андерсен користувався заступництвом короля Крістіана VIII, а після смерті монарха в 1848 році, коли почалося повстання в Шлезвіг-Гольштейн, яке загрожувало цілісності данської держави, він написав кілька віршів у патріотичному дусі.
Відтак, окрім численних уявних мандрів, за життя, Ганс Крістіан Андерсен здійснив 29 великих подорожей по світу і вже в літах повернувся у рідне місто. На його честь там влаштували феєрверк, а в школі скасували заняття.

### Світове визнання
Розквіт творчості Ганса Крістіана Андерсена припав на другу половину 1830—1840-х років; тоді написано більшість казок, які згодом принесли йому світову славу.
У 1867 році Ганс Крістіан Андерсен отримав чин статського радника і звання почесного громадянина свого рідного міста Оденсе. Він був також нагороджений лицарським орденом Данеброг в Данії, орденом Білого Сокола Першого класу в Німеччині, орденом Червоного орла Третього класу в Пруссії, орденом Святого Олава в Норвегії.
У 1875 році за наказом короля оголошено в день народження письменника, що йому поставлять пам'ятник у Копенгагені в королівському саду. Андерсен не вважав себе дитячим письменником і сам не цінував своїх казок, але й далі писав нові й нові.

### Хвороба і смерть
Андерсен відрізнявся високим зростом, був худорлявий і сутулий. Характер у казкаря теж був вельми кепський і полохливий: він боявся пограбувань, собак, втрати паспорта, боявся загинути у вогні та отруєння. Він жахався найменшої подряпини, а назви хвороб викликали у нього тремтіння. Йому снилося, що його поховають живцем, тому щовечора клав біля ліжка записку: «Я живий».
1872 року Андерсен вперше пережив напад хвороби, від якої йому вже не судилося вилікуватися. Влітку 1872 Андерсен упав з ліжка й дуже забився. Він так і не одужав після цієї травми, але прожив до 4 серпня 1875 року. Помер у будинку свого друга банкіра Моріца Мельхіора. Напередодні смерті він замовив музику на свій похорон, формулюючи замовлення словами: «Більшість із тих, хто йтиме за мною, будуть дітьми, тож нехай такт відповідає маленьким крокам».
На час своєї смерті Андерсен уже здобув світову славу. Він отримував стипендію від данського уряду як «національна гордість». Уже до смерті казкаря розпочалося планування встановлення йому пам'ятника, який зараз стоїть на площі перед ратушею у Копенгагені. День похорону Ганса Крістіана Андерсене був оголошений національним днем жалоби в Данії, а на відспівуванні письменника була присутня королівська сім'я.

## Особисте життя

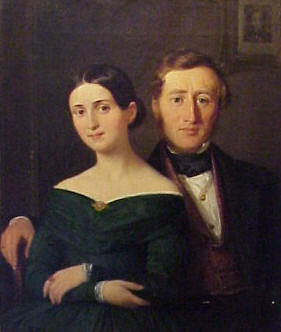
Едвард Коллін з дружиною, 1842 р. Художник Вільгельм Марстранд.

Ганс Крістіан Андерсен ніколи не був одружений і не мав дітей. У ранньому віці Андерсен писав у своєму особистому щоденнику про відмову від статевих стосунків.

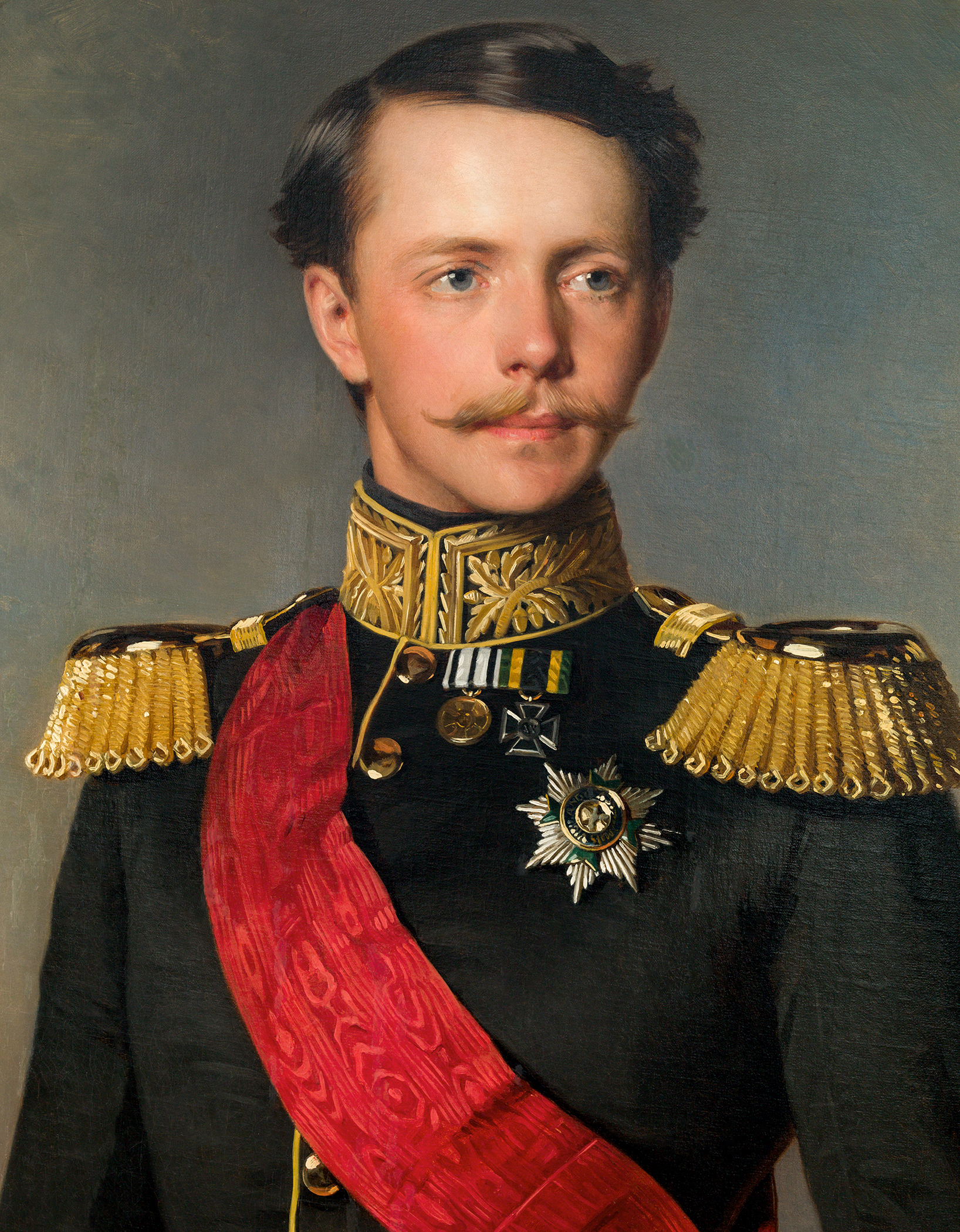
Карл Александр Саксен-Веймар-Ейзенахський, 1855 р. Художник Річард Лаухерт.

Андерсен відчував гомосексуальний потяг; у листі до молодого копенгагенського держслужбовця Едварда Колліна (1808—1886) він писав: «Я сумую за тобою, як за гарненькою калабрійською дівчиною… мої почуття до тебе — почуття жінки. Жіночність моєї натури та наша дружба повинні залишатися таємницею». Згодом Коллін писав у своїх мемуарах: «Я не міг відповісти на це кохання, і це завдало автору багато страждань». Закоханість Андерсена в Карла Александра (1818—1901), молодого спадкового герцога Саксен-Веймар-Ейзенахського, натомість призвела до стосунків:
Спадкоємний Великий Герцог пройшов зі мною під руку через двір замку до моєї кімнати, ніжно поцілував мене, попросив завжди любити його, хоча він був просто звичайною людиною, попросив мене залишитися з ним цієї зими… Заснув з меланхолійним, щасливим відчуттям, що я був гостем цього дивного принца в його замку і він мене кохав… Це як казка. 

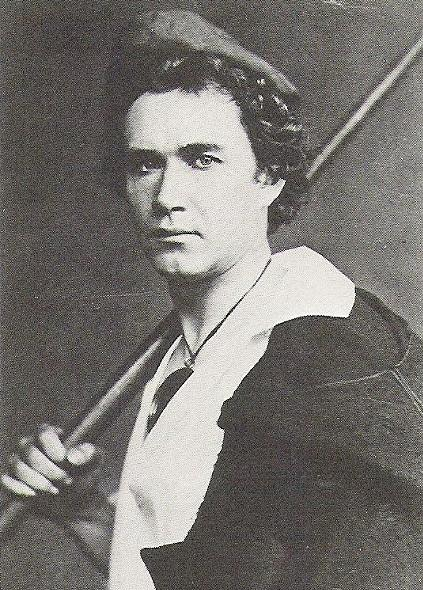
Гаральд Шарфф, 1860 р.

Існує різкий розрив у думках щодо фізичної самореалізації Андерсена в сексуальній сфері. Біографія авторства мистецтвознавиці Джекі Вуллшлагер стверджує, що його коханцем можливо був данський танцюрист Гаральд Шарфф (1836—1912) і що казка «Сніговик» Андерсена була натхненна їхніми стосунками. Шарфф вперше зустрів Андерсена, коли останньому було за 50. Андерсен був захоплений, і Вулльшлагер вважає, що його щоденники натякають на те, що їхні стосунки були сексуальними. Шарфф кілька разів вечеряв наодинці з Андерсеном і подарував Андерсену срібну зубну щітку на його 57-й день народження. Вуллшлагер стверджує, що взимку 1861—1862 років між ними зав'язався роман, який приніс Андерсену «радість, певне сексуальне задоволення та тимчасовий кінець самотності». Він не був стриманим у своїй поведінці з Шарффом і відкрито демонстрував свої почуття. Очевидці вважали ці стосунки непристойними та смішними. У своєму щоденнику в березні 1862 року Андерсен називав цей період свого життя своїм «еротичним періодом». 13 листопада 1863 року Андерсен писав: «Шарф не відвідував мене вісім днів; з ним все скінчено». Він сприйняв це спокійно, і згодом вони зустрічалися у перехресних соціальних колах без гіркоти, хоча Андерсен багато разів безуспішно намагався відновити їхні стосунки. За словами Вуллшлагер, «щоденники Андерсена не залишають сумнівів у тому, що його приваблювали обидві статі; що часом він прагнув фізичних стосунків з жінкою, а часом мав фізичні зв'язки з чоловіками». Для прикладу, Вуллшлагер цитує щоденники Андерсена:
«Шарф підскочив до мене; кинувся мені на шию і поцілував мене!… Нервовий увечері». Через п'ять днів його «візитував Шарф, який був дуже інтимним і приємним». У наступні тижні була «вечеря у Шарфа, який був палким і люблячим»
Вуллшлагер стверджує, що через моральні та релігійні ідеї свого часу Андерсен не міг відкрито говорити про власні гомосексуальні стосунки.
Андерсен також закохувався в недосяжних жінок, і багато хто інтерпретує згадки про них у його творах. В якийсь момент Андерсен написав у своєму щоденнику: «Всемогутній Боже, тільки Ти в мене є; Ти керуєш моєю долею, я мушу віддатися Тобі! Дай мені засоби до існування! Дай мені наречену! Моя кров прагне кохання, як і моє серце!» Одна з казок Андерсена, «Соловей», була написана як вираз його почуттів до шведської оперної співачки Єнні Лінд, що була на 15 років молодшою за Андерсена, і стало натхненням для її прізвиська «Шведський соловей». Андерсен соромився жінок і мав надзвичайні труднощі з пропозицією руки і серця Лінд. Коли Лінд сідала в поїзд, щоб поїхати на оперний концерт, Андерсен передав Лінд листа з пропозицією руки і серця. Її почуття до нього були іншими; вона бачила в Андерсені брата, написавши йому в 1844 році: «Прощавай… Хай Бог благословить і захистить мого брата — це щире бажання його люблячої сестри Єнні». Припускається, що Андерсен висловив своє розчарування, зобразивши Лінд як однойменного антигероя казки «Снігова королева»
Перед смертю письменник відвідував будинки розпусти, де довго бесідував з оголеними дівчатами. Далі розмов справа не йшла. Андерсен помер, так і не пізнавши жінки.

## Творча діяльність

Пам'ятник Г. К. Андерсену в Копенгаґені

Перу Андерсена належать поеми, п'єси, нариси, романи, книги подорожніх нотаток, проте в літературі він залишився перш за все, як автор казок та історій, що склали 24 збірки, виданих в 1835—1872. Загалом, дослідники життя та творчості Андерсена, зокрема Ганс Крістіан Андерсен Центр, зуміли віднайти чималий пласт творінь данського письменника: 212 казок, 28 саг, 6 романів, 6 «іншої прози», 51 п'єсу, 25 подорожніх книжок, 4 біографії, 6 автобіографічних публікацій, 42 статті, листи та інші речі, 7 сатирично-гумористичних оповідок, 8 поем, 1024 вірші та 37 брошур.
У літературі дебютував восени 1828 як автор сповненого казкової містики твору «Прогулянки від Хольмен-каналу до східного мису острова Амагер» (хоч до того він відсилав пробні свої твори до газет й альманахів і декотрі з них були опубліковані, а деякі залишилися в рукописах чи дитячих споминах автора). Видана на Новий 1829 рік, книжечка набула великої популярності й уже у квітні вийшов її другий наклад. Пізніше він приєднався до течії прогресивних романтиків.
З 1835 року він почав друкувати казки, яких за 40 років написав 156. У цьому жанрі найповніше виявився художній талант Андерсена. Казки Андерсена тісно пов'язані з фольклором, дуже динамічні, в них багато гумору, фантастика поєднана з реальним життям; багато казок є гострою соціальною сатирою («Нове вбрання короля», «Соловей», «Кожному — своє місце», «Свині», «Равлик і кущ троянди», «Дюймовочка»). Жорстоким грошолюбам у казках протистоять прості бідні люди, яких Андерсен наділяє найблагороднішими моральними рисами і якостями («Стійкий олов'яний солдатик», «Кресало», «Русалонька», «Дівчинка з сірниками», «Снігова королева»). Казки Андерсена пройняті соціальним оптимізмом і щирою вірою в краще майбутнє людства.

### Казки
У 1835 році, у переддень Різдва, вийшла друком невеличка книжка Андерсена «Казки для дітей». Це стало доброю традицією — до кожного Різдва митець видавав нову книжку, і данці сприймали її як чудовий різдвяний подарунок для своїх родин. Усього на сьогодні відомо 158 його казок, і тільки 12 із них створено на основі традиційних фольклорних творів. Отже, поняття літературна казка якнайкраще відповідає сутності творчості цього видатного митця, який сам вигадував казкові історії. На тлі численних казкарів, яких породила епоха романтизму в різних країнах, казки Андерсена відрізняються відсутністю дидактичних основ і, як здавалося критикам XIX століття, відсутністю належної шани до королівських осіб, які в казках Андерсена ходять палацом у пантофлях (адже палац є їхнім домом), стелють постелі й варять гречану кашу.
| - «Альбом хрещеного» (Gudfaders Billedbog, 1868) - «Ангел» (Engelen, 1843) - «Анне Лісбет» (Anne Lisbeth, 1859) - «Бабуся» (Bedstemoder, 1845) - «Блоха і професор» (Loppen og Professoren, 1872) - «Блукаючі вогники в місті» (Lygtemændene ere i Byen, sagde Mosekonen, 1865) - «Бог ніколи не вмре» (Den gamle Gud lever endnu, 1836) - «Бронзовий кабан» (Metalsvinet, 1842) - «Бузина матінка» (Hyldemoer, 1844) - «Великий морський змій» (Den store Søslange, 1871) - «Вен і Ґлен» (Vænø og Glænø, 1867) - «Весела вдача» (Et godt Humeur, 1852) - «Вітер розповідає про Вальдемара До і його доньок» (Vinden fortæller om Valdemar Daae og hans Døttre, 1859) - «Вітряк» (Veirmøllen, 1865) - «Всяк знай своє місце» («Alt paa sin rette Plads», 1852) - «Ганс Опецьок» («Ганс-дурник») (Klods-Hans, 1855) - «Ганчір'я» (Laserne, 1868) - «Гидке каченя» (Den grimme Ælling, 1843) - «Гноївковий жук» (Skarnbassen, 1861) - «Гречка» (Boghveden, 1841) - «Два брати» (To Brødre, 1859) - «Дванадцять пасажирів» (Tolv med Posten, 1861) - «Дві дівки» (To Jomfruer, 1853) - «Дворовий півень і флюгерний» (Gaardhanen og Veirhanen, 1859) - «День переїзду» (Flyttedagen, 1860) - «Дещо» («Noget», 1858) - «Дзвін» (Klokken, 1845) - «Дзвоновий вир» (Klokkedybet, 1856) - «Дзвоновий сторож Оле» (Taarnvægteren Ole, 1859) - «Дівчинка з сірниками» (Den lille Pige med Svovlstikkerne, 1845) - «Дівчинка, яка наступила на хліб» (Pigen, som traadte paa Brødet, 1859) - «Дикі лебеді» (De vilde Svaner, 1838) - «Директор лялькового театру» (Marionetspilleren, 1851) - «Дні тижня» (Ugedagene, 1868) - «Доля будяка» (Hvad Tidselen oplevede, 1869) - «Домовик і господиня» (Nissen og Madamen, 1867) - «Домовик крамаря» (Nissen hos Spekhøkeren, 1852) - «Дорожній товариш» (Reisekammeraten, 1835) - «Донька Болотного царя» (Dynd-Kongens Datter, 1858) - «Дріада» (Dryaden, 1868) - «Дюймовочка» (Tommelise, 1835) - «Ельф трояндового куща» (Rosen-Alfen, 1839) - «Є ж різниця!» («Der er Forskjel!», 1851) - «Єврейка» (Jødepigen, 1855) - «Єпископ Берґлумський і його родичі» (Bispen paa Børglum og hans Frænde, 1861) - «Жаба» (Skrubtudsen, 1866) - «З вікна притулку» (Fra et Vindue i Vartou, 1846) - «З фортечного валу» (Et Billede fra Castelsvolden, 1846) - «Закохана пара» (Kjærestefolkene або Toppen og Bolden, 1843) - «Зелені крихти» (De smaa Grønne, 1867) - «Злий князь» (Den onde Fyrste, 1840) - «Золотий хлопчик» (Guldskat, 1865) - «І в щіпці часом ховається щастя» (Lykken kan ligge i en Pind, 1869) - «Іб і Христинка» (Ib og lille Christine, 1855) - «Історія з дюн» (En Historie fra Klitterne, 1859) - «Історія однієї матері» (Historien om en Moder, 1847) - «Історія року» (Aarets Historie, 1852) - «Каліка» (Krøblingen, 1872) - «Калоші щастя» (Lykkens Kalosker, 1838) - «Квіти маленької Іди» (Den lille Idas Blomster, 1835) - «Ключ від воріт» (Portnøglen, 1872) - «Комета» (Kometen, 1869) - «Комірець» (Flipperne, 1847) - «Крапля води» (Vanddraaben, 1847) - «Кресало» (Fyrtøiet, 1835) - «Крижана діва» (Iisjomfruen, 1861) - «Лебедине гніздо» (Svanereden, 1852) - «Лелеки» (Storkene, 1839) - «Летюча скриня» (Den flyvende Kuffert, 1839) - «Лойова свічка» (Tællelyset, 1820-тi) - «Льон» (Hørren, 1848) - «Малий Клаус і Великий Клаус» (Lille Claus og store Claus, 1835) - «Маленький Тук» (Lille Tuk, 1847) - «Метелик»(Sommerfuglen, 1860) - «Муза нового століття» (Det nye Aarhundredes Musa, 1861) - «На краю моря» (Ved det yderste Hav, 1854) - «На могилі дитини» (Barnet i Graven, 1859) - «На пташиному дворі» (I Andegaarden, 1861) - «Найнеймовірніше» (Det Utroligste, 1870) - «Недобрий хлопчик» (Den uartige Dreng, 1835) - «Непохитний олов'яний солдатик» (Den standhaftige Tinsoldat, 1838) - «Німа книга» (Den stumme Bog, 1851) | - «Нічний ковпак старого холостяка» (Pebersvendens Nathue, 1858) - «Нове вбрання короля» (Keiserens nye Klæder, 1837) - «Шматок нитки перлів» (Et stykke Perlesnor, 1856) - «Оле-Лукоє» (Ole Lukøie, 1841) - «Останній сон старого дуба» (Det gamle Egetræes sidste Drøm, 1858) - «Остання перлина» (Den sidste Perle, 1853) - «Пастушка і сажотрус» (Hyrdinden og Skorsteensfeieren, 1845) - «Пейтер, Петер і Пер» (Peiter, Peter og Peer, 1868) - «Перо і чорнильниця» (Pen og Blækhuus, 1859) - «Під вербою» (Under Piletræet, 1852) - «Пляшкове горлечко» (Flaskehalsen, 1857) - «Побратими» (Venskabs-Pagten,1842) - «Прадід» (Oldefa'er, 1870) - «Предки птахівниці Ґрети» (Hønse-Grethes Familie, 1869) - «Прекрасна троянда світу» (Verdens deiligste Rose, 1851) - «Принцеса на горошині» (Prindsessen paa Ærten, 1835) - «Приховане не забути» (Gjemt er ikke glemt, 1866) - «Пролісок» (Sommergjækken, 1862) - «Пропаща» («Hun duede ikke», 1852) - «Псіхея» (Psychen, 1861) - «Птах народної пісні» (Folkesangens Fugl, 1864) - «Птах Фенікс» (Fugl Phønix, 1850) - «П'ятеро з одного стручка» (Fem fra en Ærtebælg, 1852) - «Равлик і трояндовий кущ» (Sneglen og Rosenhækken, 1861) - «Райський сад» (Paradisets Have, 1839) - «Розповіді сонячного промінця» (Solskins-Historier, 1869) - «Ромашка» (Gaaseurten, 1838) - «Русалонька» (Den lille Havfrue, 1837) - «Садівник і пани» (Gartneren og Herskabet, 1872) - «Свинопас» (Svinedrengen, 1841) - «Свиня-скарбничка» (Pengegrisen, 1854) - «Свічки» (Lysene, 1870) - «Сердечне горе» (Hjertesorg, 1852) - «Син дворецького» (Portnerens Søn, 1866) - «Скороходи» (Hurtigløberne, 1858) - «Сніговик» (Sneemanden, 1861) - «Снігова королева» (Sneedronningen, 1844) - «Соловей» (Nattergalen, 1843) - «Сон» (En Historie, 1851) - «Срібна монетка» (Sølvskillingen, 1861) - «Стара могильна плита» (Den gamle Gravsteen, 1852) - «Старий будинок» (Det gamle Huus, 1847) - «Старий вуличний ліхтар» (Den gamle Gadeløgte, 1847) - «Старий церковний дзвін» (Den gamle Kirkeklokke, 1861) - «Стрибуни» (Springfyrene, 1845) - «Суп із ковбасної палички» (Suppe paa en Pølsepind, 1858) - «Сусіди» (Nabofamilierne, 1847) - «Талісман» (Talismanen, 1836) - «Танцюй, лялечко, танцюй!» (Dandse, dandse Dukke min!, 1871) - «Тернистий шлях слави» («Ærens Tornevei», 1855) - «Тінь» (Skyggen, 1847) - «Тітка» (Moster, 1866) - «Тітка Зубний Біль» (Tante Tandpine, 1872) - «Тріска райської рослини» (Et Blad fra Himlen, 1853) - «Троянда с могили Гомера» (En Rose fra Homers Grav, 1842) - «У день смерті» (Paa den yderste Dag, 1852) - «У дитячій» (I Børnestuen, 1865) - «Філософський камінь» (De Vises Steen, 1858) - «Хлоп'яча балаканина» (Børnesnak, 1859) - «Хольґер Данець» (Holger Danske, 1845) - «Хто ж найщасливіша?» (Hvem var den Lykkeligste?, 1868) - «Циганська голка» (Stoppenaalen, 1845) - «Чайник» (Theepotten, 1863) - «Чарівний пагорб» (Elverhøi, 1845) - «Червоні черевички» (De røde Skoe, 1845) - «Через тисячу років» (Om Aartusinder, 1852) - «Чого тільки не вигадають…» (Hvad man kan hitte paa, 1869) - «Щаслива родина» (Den lykkelige Familie, 1847) - «Щирісінька правда» (Det er ganske vist!, 1852) - «Що розповіла стара Йоганна» (Hvad gamle Johanne fortalte, 1872) - «Що сказала вся сім'я» (Hvad hele Familien sagde, 1870) - «Що не зробить старий — все гаразд» (Hvad Fatter gjør, det er altid det Rigtige, 1861) - «Як буря переважила вивіски» (Stormen flytter Skilt, 1865) - «Яка красуня!» («»Deilig!», 1859) - «Ялинка» (Grantræet, 1844) |

### Переклади
Ще за життя письменника його творчість, особливо казки, почали перекладати англійською та іншими мовами світу (нині його казки перекладено 145 мовами).

## Вшанування Ганса Крістіана Андерсена
Співвітчизники Андерсена свято зберігають пам'ять про нього, він для них — національна гордість. Ще за життя йому встановлено пам'ятник, проєкт якого створив Огюст Сабьо, а відкоригував сам Ганс. Відтоді на площі в Копенгагені, названій на його честь, стоїть пам'ятник: казкар у кріслі з книжкою в руці й на самоті.
Щороку 2 квітня, в день народження письменника, в усьому світі святкується Міжнародний день дитячої книги. З 1956 року Міжнародна рада з дитячої книги (IBBY) присуджує Золоту медаль Ганса Християна Андерсена — вищу міжнародну нагороду в сучасній літературі. Цією медаллю нагороджують письменників, а з 1966 року — художників, за внесок у дитячу літературу.
У Копенгагені та в його рідному містечку Оденсе створено музеї письменника. Щороку в день народження митця данці збираються на всенародне свято на честь великого казкаря, віншують його в промовах, віршах і піснях. В світі існує кілька міжнародних Літературних премій імені Андерсена, якими нагороджують найкращих дитячих письменників, художників та ілюстраторів. У багатьох містах установлено пам'ятники письменникові: Оденсе, Копенгагені, Нью-Йорку, Братиславі, Москві та інших.
- Пам'ятник Гансу Крістіану Андерсену у місті Копенгаген.
- Премія імені Г. К. Андерсена
- 2476 Андерсен — астероїд, який назвали на честь казкаря.
- У місті Кривий Ріг є вулиця Андерсена.

## Ганс Крістіан Андерсен й Україна
Усупереч чималій відстані та плинності часу, Ганс Крістіан Андерсен залишив помітний слід в українській культурі. Насамперед це пов'язано із його творчим набутком, який захопив чимало українських письменників, які на його основі захопилися літературним казкарством та перекладом. Окрім того, уже наступні творчі покоління художників, кінематографів, мультиплікаторів та видавців надихалися творчістю данця у своїх роботах.

### Український переклад
Українською мовою твори Андерсена перекладали Юрій Федькович, Михайло Старицький, Марія Грінченко, Агатангел Кримський, Оксана Іваненко, Галина Кирпа, Ольга Сенюк та інші.
- «Казки Андерсена з короткою його життєписсю». Переклад і передмова М. Старицького (під псевд. М. Стариченко; К., 1873).
- «Казки». Переклад і передмова О. Іваненко (К., 1955).
- Попелюшка [Архівовано 17 червня 2020 у Wayback Machine.] // Переклад Н. Люквіджо, малюнки 13-літньої Христі Головчак. — Б.м. : Золоті ключі, 1956. — 16 с. (на титульному аркуші як автор зазначений Андерсен, хоча насправді це переклад казки братів Гріммів).
- «Дикі лебеді та інші казки».— К., «Молодь», 1967 р., 64 с. А4, тв. пал. з білим 2-стор. фоном, ілл. Марайя, 4 казки: 3 в перекладі Іваненко О. (Хоробрий олов'яний солдатик; Дикі лебеді; Гидке каченя), 1 в перекл. Грінчак В. (Квіти маленької Іди), 350 тис. екз.
- «Казки». Переклад і передмова Г. Кирпи (К., 2006).
- «Дикі лебеді». Переклад Г. Кирпи (Львів : Видавництво Старого Лева, 2016).
- «Щирісінька правда». Переклад Агатангела Кримського (Зоря. 1906. № 1-2. с. 15-16).

## У кінематографі
- Андерсен. Життя без любові — російська драма 2006 року режисера Ельдара Рязанова, головну роль виконав українець Сергій Мигицко.

## Цікаві факти
- У казці «Два брати» Г. К. Андерсен написав про знаменитих братів Ганса Крістіана і Андерса Ерстедів.
- У Андерсена є казка про Ісаака Ньютона.
- Казка «Дитяча балаканина» розповідає про дитинство славетного сучасника Андерсена, данського скульптора Бертеля Торвальдсена. Згадки про нього є також у казках «Хольгер Данець», «Сусіди», «Маленький Тук», а казка «Недобрий хлопчик» навіяна сюжетом барельєфа Торвальдсена «Анакреон приймає Амура».
- Андерсена сердило, коли його називали дитячим казкарем, і відповідав тоді, що пише казки як для дітей, так і для дорослих. З цієї ж причини він наказав, щоб на його пам'ятнику, де початково казкаря мали оточувати діти, не було жодної дитини.
- Одну з ранніх казок письменника, «Лойову свічку» (дан. Tællelyset), знайдено в Національному архіві Фюна лише у жовтні 2012 року[42].
- Г. К. Андерсен був найвидаванішим в СРСР закордонним письменником за 1918—1986 роки: загальний тираж 515 видань становив 97,119 млн примірників[43].

## Нотатки
1. ↑  Наприклад, під час відпустки Андерсен і Шарфф були змушені переночувати в Гельсінгері. Андерсен зарезервував для них обох двомісний номер, але Шарфф наполягав на своєму власному.
2. ↑  Андерсен продовжував з цікавістю стежити за кар'єрою Шарфа, але в 1871 році травма, отримана під час репетиції, змусила Шарфа назавжди залишити балетну сцену. Шарф безуспішно пробував себе в акторській майстерності, одружився з балериною в 1874 році та помер у притулку Святого Ганса в 1912 році.